# Pilastro a fascio
I pilastri a fascio o pilastro polistilo sono pilastri di sezione complessa, spesso polilobata. Essi sono formati da più colonne riunite in un solo blocco Il pilastro appare composto da insiemi di colonnette sottili. Conosce largo uso nell'architettura romanica e gotica.
Nell'architettura gotica, dove è largamente utilizzato, spesso alcune di queste colonnette proseguono senza soluzione di continuità fino al soffitto, raccordandosi con i costoloni degli archi trasversali delle volte a crociera.
Da un punto di vista strutturale non esiste una grande differenza fra un pilastro a sezione circolare o quadrata e un pilastro a fascio, mentre da un punto di vista estetico la continuità che si instaura tra la copertura voltata e il pilastro contribuisce a dare unitarietà allo spazio dell'edificio gotico e a rendere evidenti le linee di forza di scarico delle tensioni dalla volta al terreno.